# 新共产党人党
新共产党人党（俄语：Партия новых коммунистов，缩写为；Partiya novykh kommunistov，缩写为PNK）是苏联历史上的一个地下激进左翼团体，由亚历山大·塔拉索夫和瓦西里·米诺尔斯基于1972年底—1973年初在莫斯科建立。1974年9月，该团体与另一个苏联地下团体“左翼学派”合并为苏联新共产党，但该团体实际上一直存在到1977年1月。